# Ordre royal et militaire de Saint-Louis

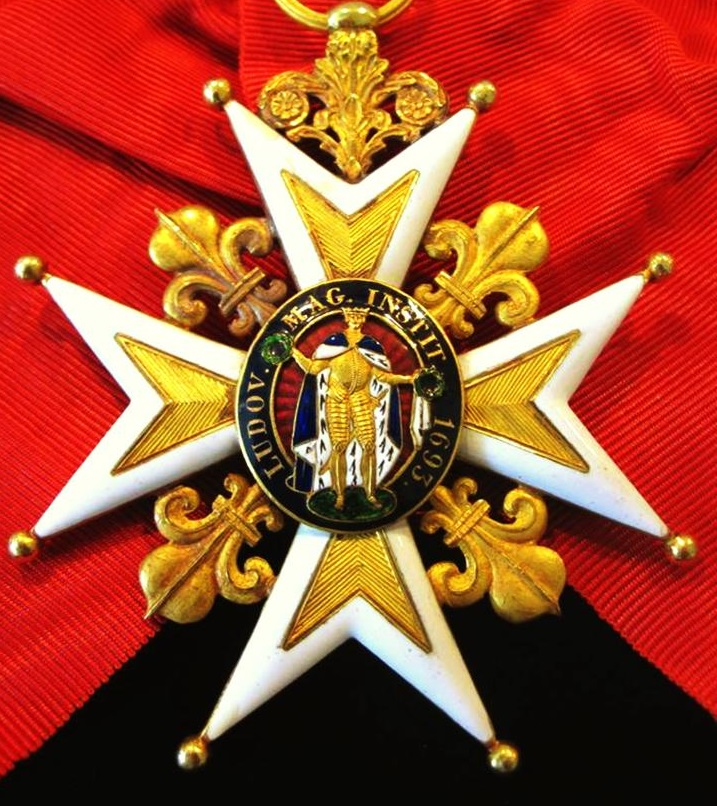
Ordenskreuz

Der Ordre royal et militaire de Saint-Louis (Königlicher und Militärischer Orden vom hl. Ludwig) wurde am 5. April 1693 durch König Ludwig XIV. von Frankreich gestiftet und für militärische Verdienste verliehen.

## Ordensklassen
Der Orden bestand aus drei Klassen und die Anzahl der Mitglieder war beschränkt:
- Grand-Croix auf 8 Mitglieder (Abb. 3)
- Commandeur auf 24 Mitglieder (Abb. 2)
- Chevalier (Abb.1)

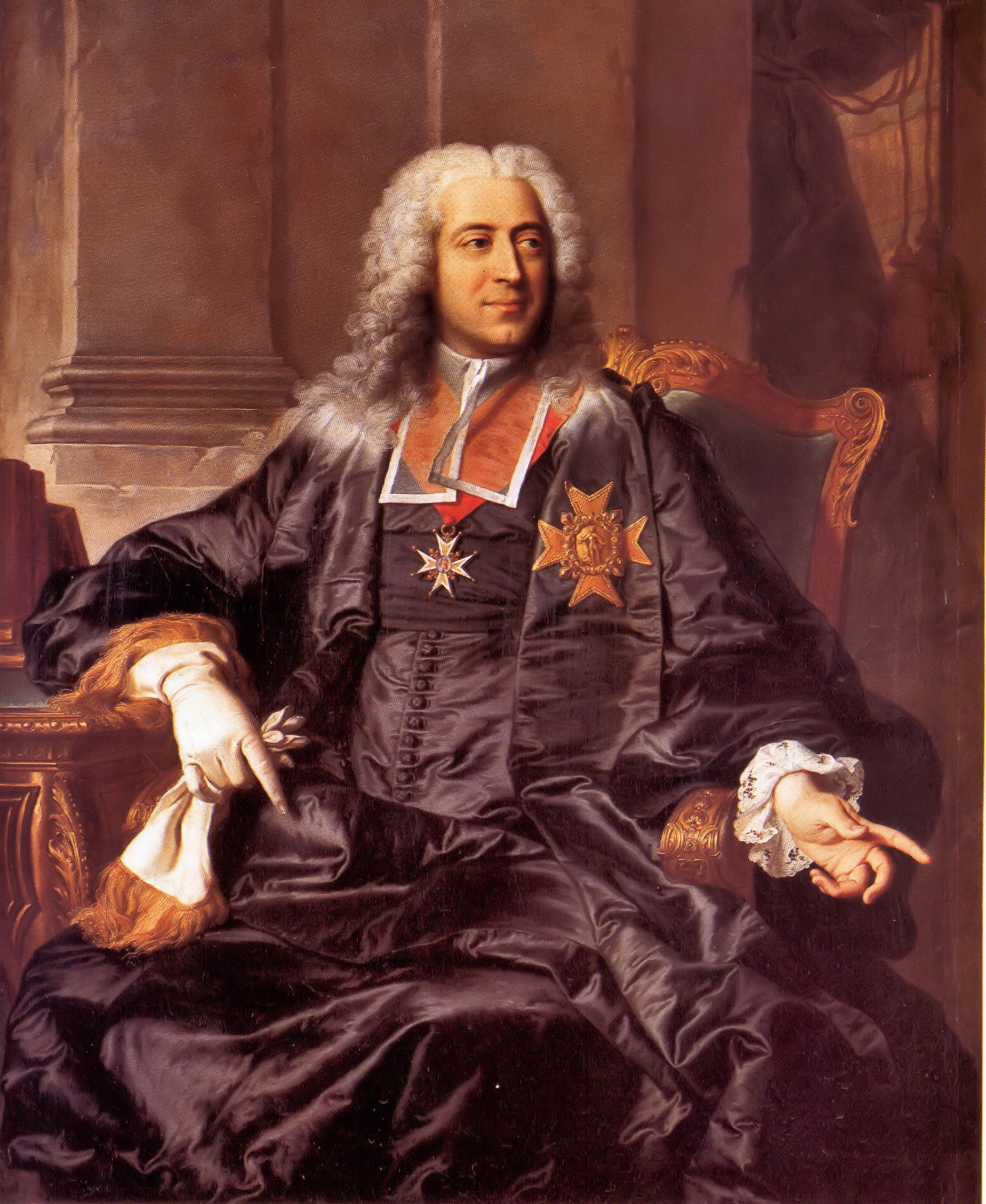
Marc-Pierre d’Argenson als Grand-Croix
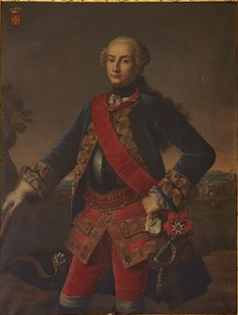
Jean-Baptiste Gabriel de Cossart d'Espiès als Commandeur
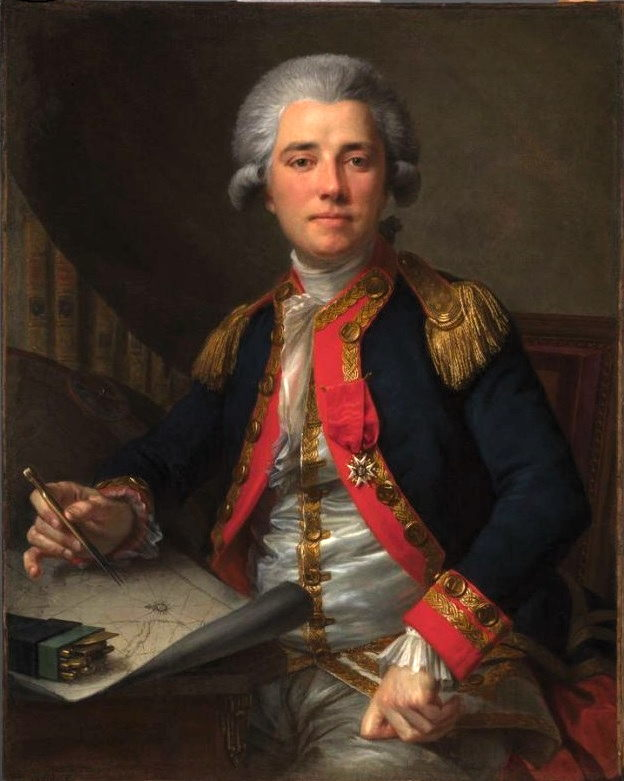
Jean-François de La Pérouse als Chevalier

## Ordensdekoration
Das Ordenszeichen ist ein weißes Malteserkreuz mit Lilien in den Winkeln, im Mittelschild der Heilige Ludwig und in blauer Umrandung die Umschrift  LUD(OVICUS) M(AGNUS) IN(STITUIT) 1693 (Gestiftet von Ludwig dem Großen 1693). Auf dem Revers ein flammendes Schwert in grünem Lorbeerkranz mit der Umschrift BELL(ICAE) VIRTUTIS PRAEM(IUM) (Für Tapferkeit im Krieg).

## Geschichte

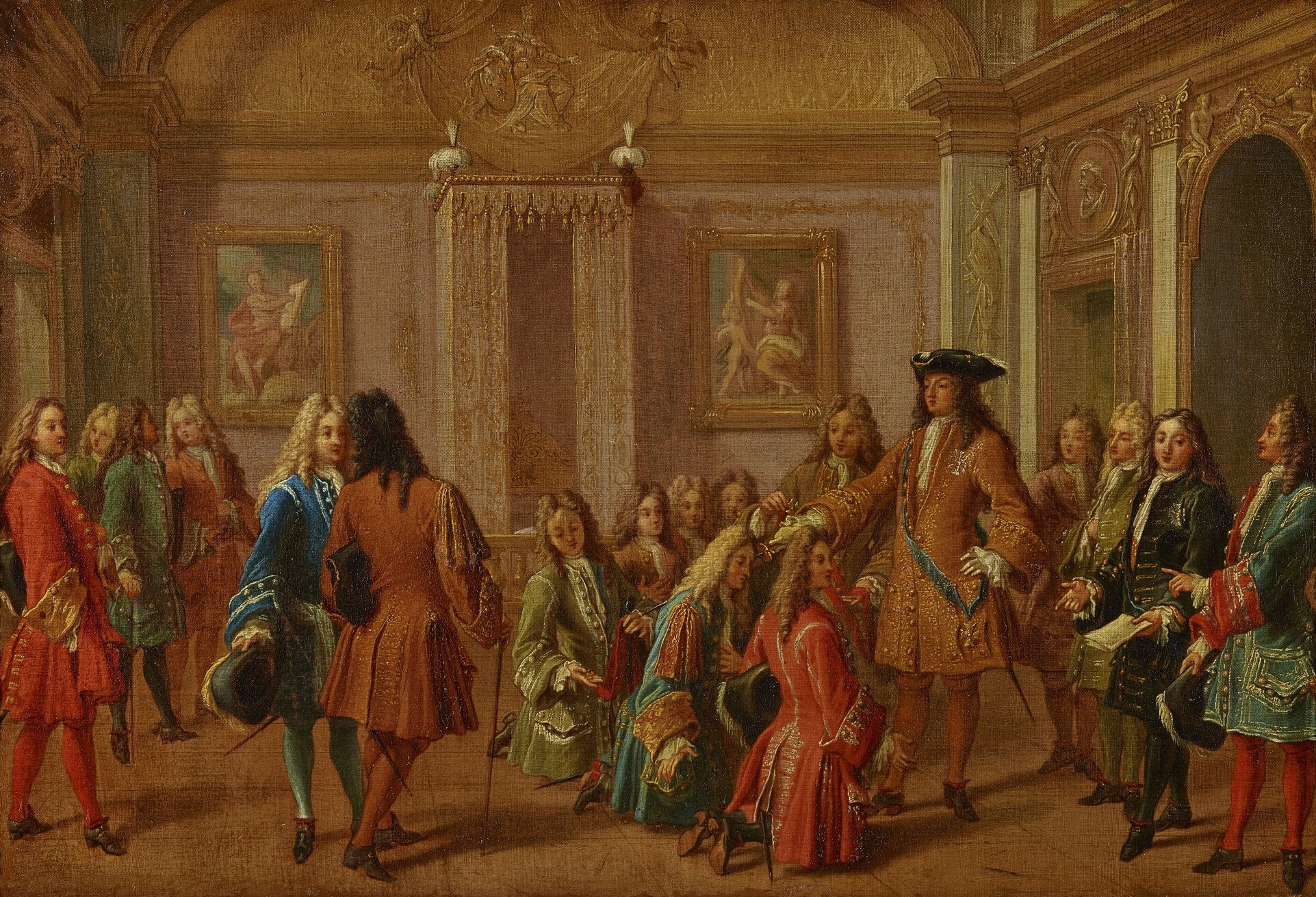
Gemälde von François Marot 1710: Errichtung des Militärordens des Hl. Ludwig am 10. Mai 1693

Der Ludwigsorden gilt als ältester Verdienstorden und zugleich erster rein militärischer Orden. Stiftungszweck war die Belohnung katholischer Offiziere für zwanzigjährige treue Dienste oder für militärische Erfolge. Das Stiftungsmotiv des von chronischer Geldnot geplagten Herrschers bestand in der kostengünstigen Abfindung seiner verdienten Soldaten, durch ein den Träger auszeichnendes Abzeichen anstelle materieller Zuwendungen.
Eine wesentliche Neuerung des Ludwigsordens gegenüber den bisherigen Haus- und Hoforden bestand in seiner Dreigliederung. Waren diese einstufig, bezeichneten in den Ritterorden Großkreuz und Komtur den Inhaber einer Großwürde bzw. einer Komturei. Im Ludwigsorden waren diese Stufen nicht an eine Funktion im Orden gebunden, sondern reine Verdienstauszeichnungen.
Diese Dreiteilung entsprach sowohl der Sozialstruktur des 18. Jahrhunderts als auch den Moral- und Ehrvorstellungen des Absolutismus. Sie ermöglichte die Belohnung von Generälen, Stabsoffizieren und Subalternoffizieren entsprechend ihrer Stellung in der militärischen Hierarchie. Die Verleihungsbedingungen waren für jede Klasse unterschiedlich und dergestalt, dass sie nur von Vertretern einer bestimmten Ranggruppe erfüllt werden konnten. So wurden Großkreuze nur für den Sieg in einer Schlacht, das Verteidigen oder Erobern einer Festung oder das erfolgreiche Beenden eines Feldzuges verliehen, was nur von einem Armeebefehlshaber, einem Kommandeur, Marschall oder General überhaupt erfüllt werden konnte.
Der Ludwigsorden wurde zum Vorbild für zahlreiche militärische Verdienstorden, wie beispielsweise den sächsischen Militär-St.-Heinrichs-Orden, den österreichischen Militär-Maria-Theresia-Orden, den bayerischen Militär-Max-Joseph-Orden oder den badischen Militär-Karl-Friedrich-Verdienstorden, aber auch für zivile Verdienstorden wie den Wasaorden, den Annenorden oder den Orden de Isabel la Católica. Auch im zivilen Bereich spiegelten die Ordensklassen den staatlichen Aufbau wider und entsprachen dem Stellenwert von Verwaltungsbehörden sowie dem Rang von Posten und Funktionen, so dass Großkreuze nur an hohe Hof- und Staatsbeamte, beispielsweise Minister, verliehen wurden.
1759 stiftete Ludwig XV. als Pendant für protestantische Offiziere den Militärverdienstorden.
Am 1. Januar 1791 wurde der Orden aufgehoben und mit dem Militärverdienstorden zur Décoration militaire vereinigt, der verpflichtende Eid abgeschafft und ab 26. September 1791 ohne Ansehen der Konfession verliehen, bis die Republik 1792 alle Auszeichnungen abschaffte. Napoleon übertrug einige Elemente der Ordensinsignien – goldenes Medaillon mit blauer Umrandung, Arme des Mateserkreuzes, rotes Schulterband – in die der Ehrenlegion.
Der Ludwigsorden wurde 1814 von Ludwig XVIII. wieder eingeführt, nach der Julirevolution 1830 schließlich endgültig aufgehoben.